# Benz 25/55 PS
Der Benz 25/55 PS wurde 1912 dem Benz 16/40 PS und später dem Benz 18/45 PS als stärkeres Modell zur Seite gestellt. 1915 wurde er durch das Sechszylindermodell 25/65 PS ersetzt. 1918 löste er seinen Nachfolger ab und wurde noch zwei Jahre lang gebaut.
Der Wagen war mit einem Vierzylinder-Reihenmotor mit 6510 cm³ Hubraum ausgestattet, der 55 PS (40 kW) bei 1500 min−1 entwickelte. Die Motorkraft wurde über eine Lederkonuskupplung an ein Vierganggetriebe weitergeleitet und von dort über eine Kardanwelle oder auf Wunsch auch Ketten (bis 1915) an die Hinterräder. Die Höchstgeschwindigkeit lag bei 85 km/h, der Benzinverbrauch bei 25 l / 100 km.
Die Fahrzeuge waren nach wie vor mit blattgefederten Starrachsen und Holz- oder Drahtspeichenrädern ausgestattet. Das Fahrgestell kostete 15.500 ℳ.

## Quelle
- Werner Oswald: Mercedes-Benz Personenwagen 1886–1986. 4. Auflage. Motorbuch Verlag, Stuttgart 1987, ISBN 3-613-01133-6, S. 54 und 56.